# Sara Blædel
Sara Blædel (født 6. august 1964), er en dansk forfatter og journalist. Hun er mest kendt for sin serie af kriminalromaner om kriminalassistent Louise Rick og hendes veninde, journalisten Camilla Lind. Blædels bøger er udgivet i 55 lande.  Sara Blædel bliver i daglig tale tit omtalt som Danmarks krimidronning.  
Efter at hendes bøger er begyndt at udkomme i USA, er de blevet omtalt af personer som Oprah Winfrey og Bill Clinton.[kilde mangler]

## Karriere
Blædel er født i København som datter af journalist og Cavlingprisvinder Leif Blædel og skuespillerinde Annegrethe Nissen. Hun er vokset op i Hvalsø, kom i lære som tjener 18 år gammel og tog en grafisk uddannelse som reprokopist. Hun har arbejdet som grafisk koordinator hos forlaget Gyldendal.
Sara Blædel skabte i 1993 krimiforlaget Sara B, hun begyndte i 1995 som journalist og var fra 2001 tilknyttet TV som researcher, tilrettelægger og redaktionschef for en række programmer. 
Hun blev fuldtidsforfatter i 2005. Det skete efter, at hun i 2004 debuterede med kriminalromanen Grønt støv, som hun fik Det Danske Kriminalakademis debutantpris for. Hun fik senere legater fra både Statens Kunstråd og Statens Kunstfond.
Siden 2007 har hun været medlem af Dansk Pen. Hun er ligeledes en del af juryen for Billed-Bladets dokumentarpris.  
Blædel har deltaget i Mads og Monopolet på DR P4 flere gange.
I 2008 skiftede hun fra forlaget Lindhardt og Ringhof til People's Press. I 2019 skiftede hun fra People’s Press til Politikens Forlag.

## Hædersbevisninger
I 2014 fik hun litteraturprisen De Gyldne Laurbær for romanen Kvinden de meldte savnet.
Af andre hædersbevisninger har hun modtaget:
- Krimiakademiets debutantpris i 2005
- Vinder af Martha-prisen i 2007, 2009, 2010,  2014, og 2020 uddelt af Bog & Idé[6]
- Author of Choice, 2009, Søndagsavisen
- Ordblindeprisen i 2015
- 2015 Romantic Times—Reviewers’ Choice Award: Best Contemporary Mystery
- Krimimessens Publikumspris i Horsens i marts 2016
- Året Forfatter 2019 af Plusbog.dk[7]
- Den Tavse enke, som vinder af Mofibo Awards 2021 for året bedste lydbog, oplæst af Githa Lehrmann.
- Krimimessens publikumpris Horsens 2025[8]

## Forfatterskab
- Anne-Marie- dronning uden rige, 2000, om den danske prinsesse Anne-Marie.
- Trods modvind – om at komme videre, 2002, seks samtaler med henholdsvis Hans Engell, Ritt Bjerregaard, Jarl Friis-Mikkelsen, Ditte Gråbøl, Mimi Jacobsen og Flemming Enevold.
- I skyggen af Sadd (kriminalromansamarbejde, 2005[9]
- Bidrag til Jorden under dine fodsåler - en hilsen til Johannes Møllehave (2006)[9]
- Dødelig alvor, novellesamling udgivet til fordel for Læger uden Grænser sammen med bl.a. Leif Davidsen), (bidrag: Skagens Mørke), 2012

### Bøger omLouise Rickog Camilla Lind
- Grønt støv, (roman), 2004
- Kald mig prinsesse, (roman), 2005
- Kun ét liv, (roman), 2007
- Louise Rick - Drabsafdelingen (Samlet udgave af grønt støv og Kald mig prinsesse) (Louise Rick, #1, #2) 2007
- Aldrig mere fri, (roman), 2008
- Hævnens Gudinde, (roman), 2009
- Dødsenglen, (roman), 2010
- De Glemte Piger, (roman), 2011
- Dødesporet, (roman), 2013
- Kvinden de meldte savnet, (roman), 2014
- Pigen under træet,  (roman), 2019
- Den tavse enke,  (roman), 6 november 2020
- Elins død,  (roman), 2 november 2022[10]

### Trilogien om Ilka
- Bedemandens datter, 2016
- Ilkas Arv, 2017
- Den Tredje Søster, 2018

### Andre bøger om Ilka
- Ilka vender hjem, 2024

### Andre bøger
- Anne-Marie : dronning uden rige 2000[11]
- Trods modvind  2002[11]
- Dødelig alvor, (novellesamling) 2012 Udgivet til fordel for Læger uden Grænser sammen med Leif Davidsen, Arne Dahl,Gunnar, Staalesen, Håkon Nesser, Johan Theorin, Jørgen Brekke, Lene Kaaberbøl & Agnete Friis, Sara Blædel, Sissel-Jo Gazan.[11]
- I skyggen af Sadd (kriminalromansamarbejde) 2018 af Lars Kjædegaard, Sara Blædel, Gretelise Holm og Steen Langstrup[11]
- Bidrag til Jorden under dine fodsåler - en hilsen til Johannes Møllehave[11]

### Bøger skrevet sammen med Sara Blædel &Mads Peder Nordbo
- OpLøst, (2021 Krimi)
- Sår, (2023 Krimi)

## Bøger kort fortalt

### Bøger med Louise Rick
- Grønt støv, Louise Rick #1 (roman), 2004

 I samme weekend finder man to lig. Det ene er en ung kvinde, som er blevet kvalt i Østre Anlæg. Det andet er en mandlig journalist som Kriminalreporteren Camilla Lind kendte. Kriminalassistent Louise Rick er sat på opgaven, for at løse gåden om mordet på den unge pige. Hendes veninde Camilla Lind er opsat på at grave i sagen om Journalisten, der blev fundet dræbt ved Royal Hotel. Han havde måske undersøgt lidt for meget i en sag, hvor Jetset, den kriminelle underverden og narko er en fælles nævner. De 2 sager har dog noget til fælles, Det finder Camilla og Louise ud af, da de begynder at udspørge folk.
- Kald mig prinsesse, Louise Rick #2 (roman), 2005

En ung kvinde anmelder en voldtægt. Kriminalassistent Louise Rick får sagen, men hurtigt går det op for Louise, at hun ikke er den eneste offer, et andet offer findes kvalt. Efterhånden som efterforskningen er i gang, dukker der flere ofrer op med dybe ar på sjælen.  Louise Rick sætter sig selv i voldtægtsmanden søgelys, for at få ham frem fra hans skjul.
- Kun ét liv, Louise Rick #3 (roman), 2007

En efterårsmorgen finder en fisker, et kvindelig af en ung pige. Ved nærmere eftersyn er der tale om en pige af anden etnisk afstamning. Da Pigen har en stor flise bundet om livet, vælger Holbæk politi at tilkalde Rejseholdet som assistance. Som en ekstra ressource til rejseholdet, deltager Louise Rick med sin viden om forbrydelser mod unge piger af anden etnisk afstamning. Der er tale om et mord, hvor alting ikke er lige til.
- Aldrig mere fri, Louise Rick #4 (roman), 2008

Et kvindelig med halsen skåret over, bliver fundet på Vesterbro. Louise Rick som bliver sat på sagen, skal både forholde sig til drabet og at hendes veninde Camilla Linds søn, samme dag finder et spædbarn på vej til skole. Det er svært at få informationer om den dræbte, da bagmændene er skrubbeløse kriminelle fra Østeuropa. Her kommer penge forud for et menneskeliv, især når det gælder om at beskytte den kriminelle forretning. Den omfatter blandt andet omfatter prostitution, her er kvinder bare en salgsvare.
- Hævnens Gudinde, Louise Rick #5 (roman), 2009

 Louise Rick bliver ringet op midt i en afhøring af en ung kvinde, der lige har fået dræbt hendes mand.  Det er plejesønnen Jonas, en gruppe unge mænd har raseret deres klassefest. De er gået ind til festen, stjålet det de kunne finde af sprut og andre værdifulde effekter. Men en frygtelig ulykke sker, Signe som holder festen løber efter hjælp. Hun bliver ramt af en bil, få timer senere dør Signe af sine kvæstelser. Et par dage senere, raser en brand i en lagerbygning, her bliver 2 personer brændt ihjel. Noget tyder på sagerne hænger sammen, som der har forbindelser til rockermiljøet hvor penge er en afgørende faktor.
- Dødsenglen, Louise Rick #6 (roman), 2010

 Louise Rick hjælper med sagen, om en pige der er forsvinder under en rejse på den spanske solkyst. Hun kommer ej heller tvivl at der er tale om drab eller bortførelse, da endnu en person forsvinder. I mellemtiden er der en sag om et glasikon der er forsvundet, det er gammelt og meget værdifuldt. Familien som har eget ikonet i generationer, står midt i en sorg da moderen i familien kort forinden har begået selvmord. Louise Rick bliver indkaldt til at deltage i sagen om glasikonet da der sker en gidseltagning. Hun finder hurtigt spor, som sætter de to sager sammen.
- De Glemte Piger,  Louise Rick #7 (roman), 2011

En kvinde med et markant ar på kinden, ligger død i en skovbund tæt på Hvalsø. På grund af arret er efterforskningsgruppen med Louise Rick i spidsen, overbevist om at hun hurtigt bliver identificeret. Men efter 4 dage er de stadigvæk på bar bund, da ingen har efterlyst hende. For at komme nærmere en identitet af kvinden, offentliggøre Louise Rick et billede af kvinden. En ældre Kvinde kontakter Politiet, hun er overbevist om at det er Lisemette.  Det er en af hendes tidligere patienter, fra den åndssvage institution hun arbejde på. Da Louise Rick finder kvindens journaler, er intet som skal være. En sag der burde være lige til, er langt fra lige til. Opklaringsarbejdet er flydt med fare, hvor fortiden møder nutiden. Både med Louise Rick egen fortid og hvem er de glemte piger?
- Dødesporet,  Louise Rick #8 (roman), 2013

Dødesporet, er den sti hvor man i gammel tid kørte de døende ud til et stort egetræ, træet kaldte man offer-egen. Der blev offeret blod, så døende kunne tages imod på den anden side. Gudeofferring burde hører fortiden til, men asatroende er af en anden overbevisning.  Det er Louise Rick oppe imod, da hun skal finde en forsvundet dreng, som er set i denne skov tæt hvor dødesporet ligger. Mørke sider, og velbevaret hemmeligheder i lokalsamfundet ser dagens lys. Imens Louise Ricks slås med sin egen fortid.
- Kvinden de meldte savnet, Louise Rick #9 (roman), 2014

En kvinde som har været forsvundet i atten år, skydes i England gennem et køkkenvindue. Eik som kendte kvinden, tager til England. Men her bliver han selv mistænkt for mordet. Louise Rick sendes til England for at få styr på Eiks situation. Men sagen mere indviklet, kvinden som før sin forsvinden havde mistet sin mor til arkiv dødshjælp, kan sætte i forbindelse med store summer penge på en udlandskonto. Vågekonetjenester, som ikke bare er vågekonetjenester, kommer frem i dagens lys da Louise Rick bliver involveret i sagen.
- Pigen under træet, Louise Rick #10 (Roman),

Liget af skolepigen Susan dukker op i en klippesprække i Ekkodalen. Hun forsvandt på Bornholm i 1995, da hun var på Lejrskoletur. Camilla Lind som er kriminalreporter dækker historien. Hun opsøger Susans gamle klassekammerat Pia, men Pia er lige blevet fundet druknet. Louise Rick har orlov fra Drabsafdelingen, og befinder sig i Thailand. Hun må haste hjem til Danmark, efter hendes brors selvmordsforsøg. Hans kone Trine er forsvundet og derfor han er ude af sig selv. Camilla Lind er ikke tilfreds at, hendes veninde Louise er tilbage i Danmark uden have informeret hende. I Louises søgen efter Trine finder hun et gammelt klassebillede af; Pia, Susan og Trine. Mona som har været indlagt på et psykiatrisk hospital, dukker op fra fortiden.
- Den tavse enke, Louise Rick #11 (Roman),

I den første opgave som leder af politiets nye rejseenhed, møder Louise Rick den største ondskab. Hun er sammen med hendes nye team er i den nyoprettede rejseenhed, som Fyns politi har tilkaldt. De har på Tåsinge, har fundet liget af en kvindelig kroejer.  Der er ikke mange spor at gå efter, først da Louise iværksætter en grundig gennemsøgning af kroens førstesal. Her finder noget som på ingen måde passer ind i den drabssag de står med. Camilla Lind er ikke særligt interesseret i drabssagen. Men Camillas nysgerrighed fanges derimod af en ung fyr som et halvt år tidligere døde. Hun får oplysninger som Louise og politiet ikke kender til. Der derimod har store omkostninger for de involverede personer.
- Elins død, Louise Rick #12 (roman), 2022

Louise Rick er tilbage i en ny sag med efterforskningsgruppen P13. Historien udspiller l Haderslev og Årø. En gruppe børnehjem børn døde, i et forlis med en turbåd, for en del år siden. Skyld og ansvar bliver kastet op i nyt lys, med hævn og mord. Samtidige er Camilla Lind i en kærligheds krise med Frederik. Mens hun går og pakker ud i sin nye lejlighed, får hun meddelelsen om sin mors død. Camillas mors fortid banker på Camillas dør med nye chokerende oplysninger.  Louise Rick kører sagen i hård hånd, for at få opklaret mordgåderne. Hun til side sætter sit kærlighedsliv, og lader sig krydder med løse affære. Hvor hun derimod er tro og skinner med jobbet. 

### Trilogien om Ilka
- Bedemandes Datter, (roman), 2016

I 33 år har Ilka ikke hørt fra sin far, efter han forsvandt fra hende da hun var 7 år. På trods af at hendes mor fraråder hende at tage af, tager hun til USA. Hun kommer til en by lidt nord for Chicago, hvor hendes far havde en bedemandsforretning. Hun søger at få svar på, hvem hendes far egentlig var. Det er svært at få informationer, samtidig med at Ilka står alene med en bedemands forretning. I en by, i et land, hun ikke kender til. Situationen er ikke lige til, Alt bliver vendt op og ned, da der sker en række mystiske begivenheder.
- Ilkas Arv (roman), 2017

Ilka er stadigvæk i USA. Hun står med en arv, af en Bedemandsforretning der er tæt på en konkurs. Farens nye familie, vil ikke have noget med hende at gøre. Hendes trygge liv fra Danmark, er nu et sandt mareridt i USA. Skeletterne vælter ud af skabet. Pengeafpresning, overfald, vold og personer som måske ikke helt er, som de giver sig ud for at være. Sandheden er ret meget anderledes, end det hun troede.
- Den Tredje Søster (roman), 2018

Bedemandsforretningen bliver lukket, Ilka følger hendes nye spor til Key West. Det sker på grundlag efter overfaldet på Artie. Hvor Søster ”nonnen” som arbejder i bedemandsforretningen, åbner op for sandheden om hendes far.

### Andre bøger om Ilka
- Ilka vender hjem (roman), 2024

Ilka er blevet udvist af USA og tilbage i Danmark. Hun lider økonomisk efter hun har investeret i en travhest, hun har Bla. lånt af kassen i den bar hun arbejder i, det gør hende arbejdsløs. Hun tager et job som bedemand hvor hun hurtigt er involveret i arvestrid, død og familie intriger i forbindelse med en godsejers død

### Bøger om Dea og Liam skrevet sammen med Mads Peder Nordbo
- Opløst (roman), 2021

Politikommissær Dea og Vice politiinspektør Liam bliver kontaktet af Charlottes mand, da Charlotte er forsvundet i nærheden af deres hjem i Tommerup på Fyn. Det bliver start skuddet til at større eftersøgning som sætter hele Fyn mere eller mindre på den anden ende. Folk dør en pinefuld død med politiet som tilskuere.
- Sår (roman), 2023

Dea og Liam bliver sat på en efterforskning af et lig som er blevet skåret i, huden er blevet lavet til låger på udvalgte steder på kroppen. Det er tidligere set, som et politisk motiv af kunstneren/ konservatoren Monika Le Fervre som har gjort noget tilsvarende på dyr. Midt i efterforskningen forsvinder Zenia, som er datter til Politidirektøren Margrethe Dybbøl. Dyreforkæmpere og mobning sætter sit præg på handlingen.